# 9641 Демазієр
9641 Демазієр (9641 Demazière) — астероїд головного поясу, відкритий 12 серпня 1994 року.
Тіссеранів параметр щодо Юпітера — 3,478.